# Gemmula microscelida
Gemmula microscelida is een slakkensoort uit de familie van de Turridae. De wetenschappelijke naam van de soort is voor het eerst geldig gepubliceerd in 1895 door Dall.